# Ácido cincomerônico
Ácido cincomerônico, ácido 3,4-piridinodicarboxílico ou ácido piridino-3,4-dicarboxílico, é o composto orgânico de fórmula química C7H5NO4, massa molecular 167,119. Apresenta ponto de fusão de 262 °C. É classificado com o número CAS 490-11-9, número de registro Beilstein 137242, número de registro RN 1949-11-9, EINECS 207-705-4, número EC 207-705-4, número MDL MFCD00006392 e ID de substância PubChem 24898762.
É um dos seis isômeros ácido piridinodicarboxílico.
É comumente obtido por oxidação de isoquinolina por permanganato alcalino.
É uma substância irritante.
É comumente usado como um ligante multifuncional em química de coordenação. Sua estrutura cristalina é ortorrômbica |(chamada “forma I”), com cristalização conhecida desde os anos 1970, enquanto uma nova forma (“forma II”) foi somente mais recentemente relatada como cristalizando-se no grupo espacial monoclínico C2/c.